# تپه مزارستان کهنه
تپه مزارستان کهنه مربوط به دوران پیش از تاریخ ایران باستان تا دوران‌های تاریخی پس از اسلام است و در شهرستان دورود، بخش مرکزی، روستای ژان واقع شده و این اثر در تاریخ ۲۴ اسفند ۱۳۸۳ با شمارهٔ ثبت ۱۱۷۳۶ به‌عنوان یکی از آثار ملی ایران به ثبت رسیده است.